# Clotilde Cerdá

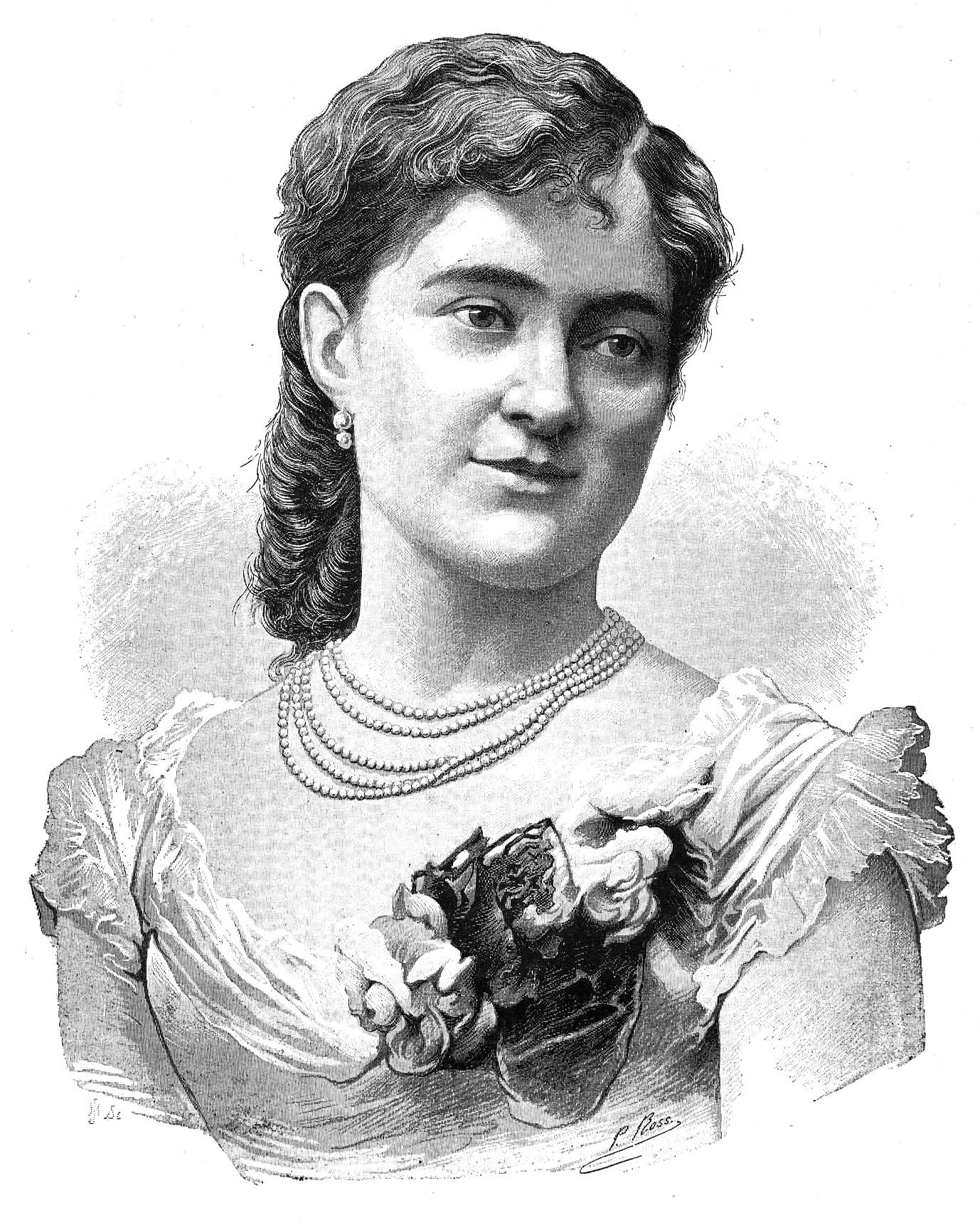
Clotilde Cerdá

 Clotilde Cerdá i Bosch (* 28. Februar 1861 in Barcelona, Spanien; † 12. April 1926 in Santa Cruz de Tenerife, Spanien) war eine spanische Harfenistin und Komponistin.

## Leben und Werk

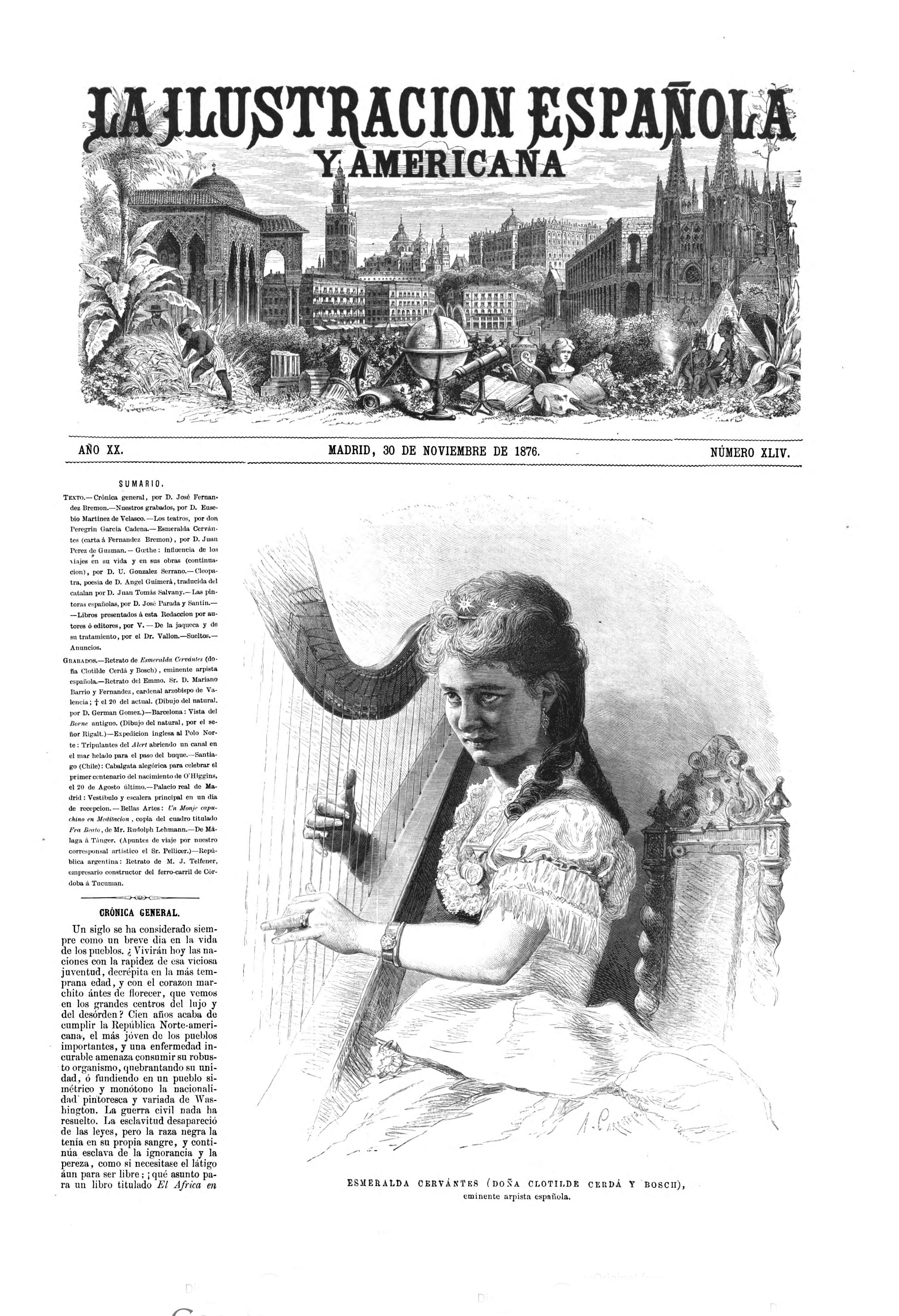
Ausschnitt aus der Zeitung La Ilustración Española y Americana am 30. November 1876

Cerdá war die Tochter der Malerin Clotilde Bosch und des Ingenieurs und Stadtplaners Ildefons Cerdà. Sie zog mit ihrer geschiedenen Mutter nach Madrid und dann nach Rom, wo sie 1869 ihren ersten Harfenunterricht erhielt. In Paris erhielt sie weiteren Unterricht bei Félix Godefroid und wurde dort bewundert und von adligen Damen protegiert. Da in diesen Kreisen ihr Name Cerdá y Bosch als Hindernis für eine Karriere in Frankreich betrachtet wurde, gab ihr Victor Hugo den Namen Esmeralda, der Protagonistin seines Romans Der Glöckner von Notre-Dame. Anlässlich einer Gedenkfeier für Miguel de Cervantes während der Weltausstellung in Wien 1873 erweiterte Königin Isabella II. von Spanien den Namen der Musikerin um den Dichternamen Cervantes, als Cerdá bei der Feier des Autors von Don Quijote spielte.

## Karriere alsEsmeralda Cervantes

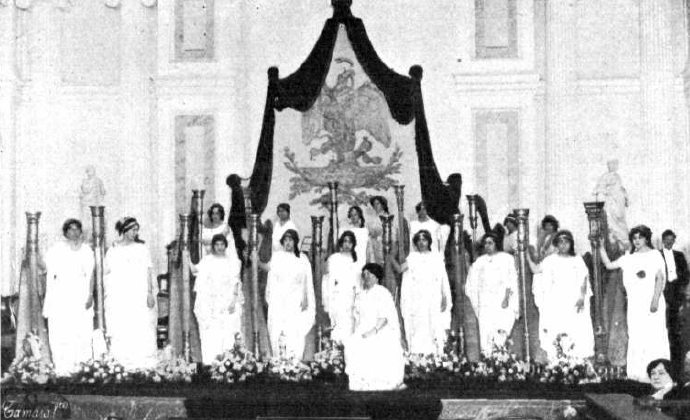
Ein 1914 veröffentlichtes Foto, das die spanische Harfenistin Esmeralda Cervantes während eines Konzerts vor ihren Schülern des mexikanischen Konservatoriums zeigt

Esmeralda Cervantes spielte an verschiedenen europäischen Fürstenhöfen, in deutschen Städten und konzertierte 1874 mehrfach in London. Sie trat in London vor Königin Victoria auf und wurde nach ihrer Rückkehr in Barcelona für ihre Leistung geehrt. Sie wurde zur Harfenistin der Königlichen Kammer in Lissabon ernannt und spielte bei Eugénie de Montijo. Von 1875 bis 1877 bereiste sie Brasilien, Argentinien, Uruguay, Kuba, Chile, die Vereinigten Staaten und Peru. Bei ihrer Rückkehr nach Europa 1879 reiste sie zu Konzerten nach Paris und nach Rom, wo sie von Papst Leo XIII. empfangen wurde. Im Dezember 1879 spielte sie mit Franz Liszt, 1880 in Santa Cruz auf Teneriffa und in Las Palmas de Gran Canaria und bereiste im Mai 1881 in Begleitung ihrer Mutter ein weiteres Mal Argentinien und gab Konzerte in Buenos Aires sowie im Landesinnern. In Brasilien wurde sie 1881 von Kaiser Dom Pedro II. eingeladen, an der Eröffnung der Brücke zwischen Brasilien und Uruguay teilzunehmen, die ihren Namen trug.
Sie trat 1881 in die Freimaurerloge Lealtad in Barcelona ein, was für Frauen in Katalanien erst ab 1879 möglich war. Nachdem sie sich erfolglos für die Prüfungen am Konservatorium von Madrid beworben hatte, lebte sie ab 1883 in Barcelona, wo sie Harfe unterrichtete. Mit Dolors Aleu, der ersten Ärztin in Spanien, und den Schriftstellerinnen Maria Josepa Massanés und Antonia Opisso i Viña gründete sie 1885 die Academia de artes y oficios para la enseñanza de la mujer in der Rambla Catalunya. Der Mangel an institutioneller Unterstützung und hohe Schulden zwangen sie, die Akademie 1887 zu schließen. Unter dem Namen Clotilde Cerdà i Bosch publizierte sie ab Mai 1885 die Monatsschrift des Instituts El Angel del Hogar. Sie veröffentlichte 1887 eine Historia del arpa und war ein Jahr später in Paris Herausgeberin der Zeitschrift La Estrella Polar. Ihre journalistischen Arbeiten konzentrierten sich meist auf ihre Reiseerfahrungen als Solistin und erschienen in verschiedenen katalanischen Medien, wie dem Magazine of Fashions and Salons, wo sie 1884 den Artikel mit dem Titel A memory of my travels. Ascent to Teide veröffentlichte.
Anschließend arbeitete sie als Harfenistin und Lehrerin am Hof des Sultans von Konstantinopel und nutzte ihren Aufenthalt, um türkische Bräuche, Bildung, Literatur und Kunst zu studieren. Ab 1889 unternahm sie eine ausgedehnte Konzertreise, wo sie vor allem in Deutschland auftrat. 1893 wurde sie zu der World’s Columbian Exposition in Chicago eingeladen, wo sie einen Vortrag über die Bildung und Literatur der Frauen in der Türkei hielt. Sie spielte dort im Dezember 1893 auch in einem Konzert unter der Leitung von Theodore Thomas und in einer privaten Aufführung für den Präsidenten der Vereinigten Staaten, Grover Cleveland, und seine Frau Frances Folsom.
1895 heiratete sie den deutschen Ingenieur und Porzellanhersteller in Brasilien, Oscar Grossman, und zog mit ihm nach Brasilien. Hier wurde sie Delegierte der internationalen Friedensvereinigung Alliance Universelle des Femmes Pour la Paix. Von dort zog sie nach Mexiko und gab von 1907 bis 1917 Musikunterricht am Nationalen Konservatorium von Mexiko.
1919 kehrte sie nach Barcelona zurück, zog aber aus klimatischen Gründen nach Santa Cruz de Tenerife. Cerdà hatte die Kanarischen Inseln bereits 1880 kennengelernt, als sie eine Reihe von Aufführungen gab, in denen sie unter anderem einige von ihr selbst geschriebene Stücke aufführte. Sie ließ sich mit ihrem Mann dauerhaft in Santa Cruz de Tenerife nieder. Nachdem sie eine halbseitige Lähmung erlitten hatte, starb sie nach einem erneuten Schlaganfall am 12. April 1926.
Viele Informationen zu ihrem Leben stammen aus einem Album von ihr, das auf 76 Seiten Fotos, Visitenkarten, Korrespondenz, Programme und Pressemitteilungen enthält. Die Biblioteca de Catalunya erwarb dieses 1999 zufällig von einem deutschen Antiquar aus Naumburg.

## Ehrung
- 2020 wurde im Palau Robert in Barcelona die Ausstellung zu der Harfenistin Clotilde Cerdà i Bosch eröffnet.